# Minami (Nagoja)
Minami (jap. 南区 Minami-ku; dosł. dzielnica południowa) – jedna z 16 dzielnic Nagoi, stolicy prefektury Aichi. Dzielnica została założona 1 kwietnia 1908 roku jako jedna z pierwszych czterech dzielnic. Położona w południowej części miasta. Graniczy z dzielnicami Atsuta, Tempaku, Mizuho, Midori, Minato oraz miastem Tōkai.
Na terenie dzielnicy znajduje się uczelnia Daidō University.

## Miejscowe atrakcje
- Nippon Gaishi Hall
- Kasadera Kannon